# СУ-122М
СУ-122М — опытная советская самоходная гаубица. Разработана в конструкторском бюро Уральского завода транспортного машиностроения. Серийно не производилась.

## История создания
В начале 1943 года под руководством Л. И. Горлицкого в свердловском конструкторском бюро Уральского завода транспортного машиностроения была разработана модернизированная версия СУ-122, получившая обозначение СУ-122М. К апрелю 1943 года был изготовлен опытный образец, через месяц он прошёл заводские испытания. С 18 по 23 июня 1943 года на полигоне под Нижним Тагилом опытная машина прошла государственные испытания. Однако на вооружение принята не была. Основной причиной отказа от СУ-122М оказалась сложность освоения серийного производства гаубицы У-11 в условиях военного времени, малый возимый боекомплект, а также высока общая масса машины.

## Описание конструкции

### Броневой корпус
По сравнению с базовым образцом, корпус СУ-122М был увеличен за счёт изменения высоты на 50 мм, установки нового орудия и расширения боковых стенок. Вместо смотровой башенки в лобовой части корпуса был сделан прилив, в котором размещался лючок с двумя броневыми крышками для панорамы. Экипаж машины состоял из 5 человек. Увеличенные объёмы боевого отделения позволили оптимизировать работу экипажа. В частности, командир машины более не выполнял обязанности по обслуживанию орудия. Противоснарядная защита была на уровне базового изделия.

### Вооружение
В качестве основного вооружения использовалась гаубица У-11, разработанная в конструкторском бюро Завода №9 под руководством Ф. Ф. Петрова. Гаубица создана на базе 122-мм гаубицы М-30С.  Орудие устанавливалось в рамке, обеспечивавшей соединение с лобовым листом корпуса. Основными отличиями являлась изменённая конструкция противооткатных устройств. Наибольшая длина отката была уменьшена с 1100 мм до 600 мм. Начальная скорость снарядов составляла 525 м/с, а высота линии огня — 1550 мм. Наведение орудия производилось наводчиком с помощью ручных механизмов наведения. Возимый боекомплект составлял 40 выстрелов. Дополнительно устанавливался 7,62-мм танковый пулемёт ДТ с 20 дисками. Кроме того, имелись 2 пистолета-пулемёта ППШ с общим боезапасом в 1420 патронов.

### Средства наблюдения и связи
Для наводки орудия применялся прицел Т-10 и орудийная панорама. Для наблюдения окружающей обстановки в корпусе машины по правому и левому бортам устанавливались смотровые приборы, прикрываемые бронеколпаками. Внешняя связь осуществлялась по радиостанции 9Р. Для внутренних переговоров между членами экипажа использовались танковые переговорные устройства ТПУ-3бисФ.

## Машины на базе
- СУ-85-I — опытная самоходная противотанковая пушка с орудием С-18-1
- СУ-85-II — самоходная противотанковая пушка с орудием Д-5С
- СУ-122-III — опытная самоходная гаубица с орудием Д-6
- СУ-85-IV — опытная самоходная противотанковая пушка с орудием С-18